# Телемедицина
Телехелт обухвата дистрибуцију здравствених услуга и информација путем електронских информационих и телекомуникационих технологија .  Омогућава контакт и бригу о пацијентима / клиничарима на великим удаљеностима, савете, подсетнике, едукацију, интервенцију, праћење и удаљено примање.  Као и провајдер на даљину; састанке, надзор и презентације између практичара; онлајн управљање информацијама и здравственим подацима и интеграција здравственог система.  Телехеалтх може укључити два клиничара који расправљају о случају преко видео конференције ; роботска хирургија која се одвија путем удаљеног приступа; физикална терапија која се врши путем дигиталних инструмената за праћење, ливе феед и комбинација апликација; тестирања која се шаљу између установа за интерпретацију од стране вишег специјалисте; кућни мониторинг кроз континуирано слање здравствених података о пацијентима; онлајн конференција клијента практичару; или чак и тумачење видеофона током консултација.   
Како становништво расте и стаје, тако и медицински напредак који продужава живот, захтијева повећање здравственог система. Од здравствених радника се такође тражи да учине више, без повећања финансирања, или се охрабрују да пређу на нове моделе финансирања и бриге, као што су пацијенти или исходи, а не накнада за услугу. Неке специфичне здравствене професије већ имају недостатак (тј. Патологи за говорни језик). Када рурална окружења, недостатак транспорта, недостатак мобилности (тј. Код старијих особа или особа са инвалидитетом, смањено финансирање или недостатак особља ограничавају приступ здравственој заштити, а телездравство може премостити јаз. 

## Телехелт насупрот телемедицини
Телехеалтх се понекад помиње наизменично са телемедицином. Управа за здравствене ресурсе и услуге разликује телехеалтх од телемедицине у свом опсегу. Према њима, телемедицина описује само клиничке услуге на даљину; као што су дијагностика и праћење, док телездравство укључује превентивну, промотивну и куративну негу.  Ово укључује горе поменуте неклиничке апликације као што су администрација и едукација провајдера, што чини здравство пожељном модерном терминологијом. 

## Историја
Развој и историја теле-здравља или телемедицине (термини који се користе у литератури) дубоко су укоријењени у историји и развоју не само технологије већ и самог друштва. Људи су одавно тражили да пренесу важне поруке кроз бакље, оптичку телеграфију, електроскоп и бежични пренос . У 21. веку, са појавом интернета, преносиви уређаји и други такви дигитални уређаји преузимају трансформативну улогу у здравственој заштити и њеној испоруци. 

### Најраније инстанце
Иако се традиционална медицина ослања на личну бригу, потреба и жеља за удаљеном његом постојала је још из римског и предхипократског периода у антици. Старије и немоћне особе које нису могле да посећују храмове за медицинску негу послале су представнике да пренесу информације о симптомима и донесу кући дијагнозу и лечење.  У Африци би сељани користили димне сигнале како би упозорили сусједна села на избијање болести.  Почеци теле-здравља су постојали кроз примитивне облике комуникације и технологије. 

### 1800-их до раних 1900-их
Како се технологија развијала и ожичена комуникација је постала све више уобичајена појава, појавиле су се идеје које се тичу теле-здравља. Најранији сусрет са теле-здрављем може се пратити до Александра Грахама Белла 1876. године, када је користио свој рани телефон као средство за добијање помоћи од свог помоћника г. Још један случај раног теле-здравља, посебно телемедицине, пријављен је у Тхе Ланцет 1879. године. Анонимни писац описао је случај када је лекар успешно дијагностиковао дете преко телефона усред ноћи.  Ово издање Ланцета, такође је даље расправљало о потенцијалу удаљене бриге о пацијентима како би се избегли непотребни посети у кући, који су били део рутинске здравствене заштите током 1800-их.   Други случајеви телездравља у том периоду дошли су из Америчког грађанског рата, током којег су телеграфи кориштени за достављање пописа смртности и медицинске заштите војницима. 
Одд краја 1800-их до раних 1900-их постављени су рани темељи бежичне комуникације .  Радио је омогућио лакши и скоро тренутни облик комуникације. Коришћење радија за пружање здравствене заштите постало је прихваћено у удаљеним подручјима.   Роиал Флиинг Доцтор Сервице оф Аустралиа је примјер раног усвајања радио-станица у здравству. 

### Средином 1900-их до 1980-их
Када је америчка национална управа за аеронаутику и свемир (НАСА) почела са плановима за слање астронаута у свемир, потреба за телемедицином је постала јасна. Да би надгледали своје астронауте у свемиру, могућности телемедицине су уграђене у свемирске летелице као и прве свемирске летјелице .   Поред тога, током овог периода, промовисане су теле-здравље и телемедицина у различитим земљама, посебно у Сједињеним Државама и Канади. 
Године 1964. психијатријски институт у Небрасци почео је да користи телевизијске везе како би успоставио двосмерну комуникацију са државном болницом Норфолк која је била удаљена 112 миља за потребе едукације и консултација између клиничара на ове две локације.  Међународни аеродром Логан у Бостону је 1967. године основао интерне медицинске станице. Ове станице су биле повезане са Генералном болницом Масачусетса . Клиничари у болници пружали би консултантске услуге пацијентима који су били на аеродрому. Консултације су постигнуте кроз микровалне аудио и видео везе.  
Године 1972. Одјел за здравство, образовање и социјалну скрб у Сједињеним Државама одобрио је финансирање седам пројеката телемедицине у различитим државама. Ова средства су обновљена, а наредне године финансирана су још два пројекта.  

### 1980-их до 1990-их - сазревање и ренесанса
Пројекти за здравство који су се одвијали прије и током осамдесетих година полетјели су, али нису успјели ући у редовну здравствену заштиту.   Као резултат, овај период историје теле-здравља назива се фаза "сазријевања" и створи пут за одрживи раст.  Иако је државно финансирање у Сјеверној Америци почело да слаби, различите болнице почеле су да покрећу властите иницијативе за теле-здравље.  Поред тога, НАСА је почела да експериментише са својим сателитом АТС-3. На крају, НАСА је покренула СатеЛифе / ХеалтхНет програм који је покушао да повећа повезаност здравствених услуга у земљама у развоју. 

### 2000. и даље
Комбинација одрживог раста, појаве интернета и све већег усвајања ИЦТ-а у традиционалним методама скрби потакнула је оживљавање или "ренесансу" здравља.  Дистрибуција преносивих уређаја као што су преносиви рачунари и мобилни уређаји у свакодневном животу учинила је идеје које су окруживале теле-здравље увјерљивијима. Телехеалтх није више везан за подручје телемедицине, већ се проширио на промоцију, превенцију и образовање.  
У 2010. години, интеграција паметних кућних теле-здравствених технологија (веллнесс и здравствени уређаји и софтвер, Интернет ствари) изгледа да је све већи феномен у индустрији. Осим тога, здравствене организације све више прихватају употребу технологија за само-праћење, технологије засноване на облаку и иновативне приступе за анализу података како би убрзале трансформацију здравственог система.

## Методе и модалитети
Телехеалтх захтева јаку, поуздану широкопојасну везу. Инфраструктура широкопојасног преноса сигнала укључује жице, каблове, микроталасе и оптичка влакна, који се морају одржавати за пружање услуга здравственог здравља. Што је веза боља (квалитета пропусног опсега), више података се може послати и примити. Историјски гледано, ово је процијенило пружатеље услуга или пацијенте изван службе, али како се инфраструктура побољшава и постаје приступачнија, кориштење телездравља може расти.  
Када здравствена служба одлучи да пружи здравствену заштиту својим пацијентима, постоје кораци које треба размотрити, поред тога да ли су горенаведени ресурси доступни. Процјена потреба је најбољи начин за почетак, која укључује процјену приступа који заједница тренутно има према предложеним специјалистима и бригу, да ли организација тренутно има недовољно опремљену опрему која ће их учинити корисним за подручје које настоје сервисирати и тешкоће они покушавају да се побољшају обезбеђивањем приступа својој заједници (тј Време путовања, трошкови, слободно време).   Услуга онда треба да размотри потенцијалне сараднике. Друге услуге могу постојати у подручју са сличним циљевима који се могу спојити како би се пружила холистичка услуга, и / или можда већ имају расположиве ресурсе за теле-здравље. Што је више услуга укључено, лакше је расподијелити трошкове ИТ-а, обуке, промјене радног тока и побољшати буи-ин од клијената. Услуге треба да имају стрпљења да сачекају прикупљене користи од пружања услуга теле-здравља и не могу одмах очекивати промене на нивоу заједнице. 
Када се успостави потреба за Телехеалтх услугом, испорука се може наћи унутар четири различита домена. То су пренос уживо (синхроно), спремање и прослеђивање (асинхроно), даљинско праћење пацијента и мобилно здравље . Ливе видео укључује двосмјерну интеракцију у реалном времену, као што је пацијент / даватељ услуга или даватељ услуга, преко дигиталне (тј. Широкопојасне) везе. Ово се често користи да замени састанак лицем у лице, као што су консултације, и штеди време и трошкове путовања. Спремање и прослеђивање је када се подаци прикупљају, евидентирају и затим шаљу провајдеру.    На пример, пацијентова дигитална датотека историје здравља, укључујући рендгенске снимке и белешке, која се безбедно преноси електронски да би се проценио тренутни случај. Даљински мониторинг пацијента укључује медицинске и здравствене податке о пацијентима који се прикупљају и преносе неком другом даватељу услуга који може наставити да прати податке и све промјене које се могу догодити. Ово најбоље одговара случајевима који захтијевају сталну његу, као што су рехабилитација, хронична њега или старији клијенти који покушавају да остану у заједници у својим домовима, за разлику од установе за његу. Мобилно здравље укључује све здравствене информације, као што су образовање, праћење и брига, које су присутне и подржане мобилним комуникационим уређајима као што су мобилни телефони или таблет рачунари . То може укључивати апликацију или услуге размјене текстуалних порука као што су подсјетници на састанке или системи јавног упозорења. 

## Главни развој

### У политици
Телехелт је модеран облик пружања здравствене заштите. Телехеалтх се одваја од традиционалне здравствене заштите користећи модерне телекомуникационе системе, укључујући методе бежичне комуникације.   Традиционално здравље је регулисано кроз политику која осигурава сигурност лијечника и пацијената. Сходно томе, пошто је телездравље нови облик пружања здравствене заштите који сада добија замах у здравственом сектору, многе организације су почеле да доносе законе о употреби теле-здравља у политику.   На Новом Зеланду, Медицински савет има изјаву о телездрављу на својој интернет страници. Ово илуструје да је медицински савет предвидио значај који ће телехеалтх имати на здравствени систем и да су почели да уводе законе о теле-здрављу практикантима заједно са владом. 

### Прелазак на мејнстрим
Традиционална употреба теле-здравствених услуга је била за специјалистички третман. Међутим, дошло је до промене парадигме и телездравство се више не сматра специјалистичком услугом.  Овај развој је осигурао да су многе препреке приступу елиминисане, јер медицински професионалци могу да користе бежичне комуникационе технологије за пружање здравствене заштите.  Ово је евидентно у руралним заједницама. За појединце који живе у руралним заједницама, специјалистичка заштита може бити удаљена, посебно у сљедећем великом граду. Телехеалтх елиминише ову баријеру, јер су здравствени стручњаци у могућности да спроведу консултације са лекарима кроз коришћење бежичних комуникационих технологија. Међутим, овај процес зависи од тога да ли обе стране имају приступ Интернету.   
Телехеалтх омогућава пацијенту да буде надгледан између посета лекара који може побољшати здравље пацијента. Телехеалтх такође омогућава пацијентима приступ стручности која није доступна у њиховом локалном подручју. Ова способност даљинског праћења пацијента омогућава пацијентима да дуже остану код куће и помаже да се избегне непотребно болничко време. Дугорочно, то би потенцијално могло довести до мањег оптерећења здравственог система и потрошње ресурса.  

### Технолошки напредак
Технолошки напредак бежичних комуникационих уређаја је велики развој у теле-здрављу.  Ово омогућава пацијентима да сами прате своје здравствено стање и да се не ослањају толико на здравствене раднике. Штавише, пацијенти су спремнији да остану на својим плановима третмана јер су више уложени и укључени у процес, доношење одлука је заједничко.   Технолошки напредак такође значи да здравствени радници могу да користе боље технологије за лечење пацијената, на пример у хирургији . Технолошки развој у теле-здрављу је од суштинског значаја за побољшање здравствене заштите, посебно пружање здравствених услуга, јер су ресурси ограничени заједно са старењем становништва које дуже живи.   

## Главне импликације и утицаји
Телехеалтх омогућава вишеструким, различитим дисциплинама да се спајају и пружају много уједначенији ниво неге користећи ефикасност и доступност свакодневне технологије. Како телехеалтх пролиферира маинстреам здравствену заштиту и изазива појмове традиционалне здравствене заштите, различите популације почињу да доживљавају бољи квалитет, приступ и персонализовану бригу у свом животу.  

### Промоција здравља
Телехеалтх такође може повећати напоре за промоцију здравља. Ови напори сада могу бити персонализованији за циљну популацију, а стручњаци могу пружити помоћ у домовима или приватним и сигурним окружењима у којима пацијенти појединаца могу практиковати, питати и добити здравствене информације.    Промовисање здравља путем теле-здравља постало је све популарније у неразвијеним земљама у којима постоје веома лоши физички ресурси. Постојао је посебан потицај према апликацијама MHealth, јер многе области, чак и оне које су недовољно развијене, имају покривеност мобилним телефоном.  
У развијеним земљама, напори за промоцију здравља путем теле-здравља су наишли на одређени успјех. Апликација Google Glass breastfeeding app trial објавила обећавајуће резултате у 2014. години. Ова апликација направљена у сарадњи са Аустралском удругом за дојење и технолошким стартупом под називом, помогла је новим мајкама да науче да доје .    Дојење је корисно за здравље дојенчади и здравље мајки и препоручено је од стране Свјетске здравствене организације и здравствених организација широм свијета.   Широко распрострањено дојење може да спречи 820.000 смртних случајева у свету, али се пракса често зауставља прерано или се нарушава намера због недостатка социјалне подршке, знања и других фактора.  Ова апликација дала је мајци информације о дојењу без руку, упутства о томе како да доје и имала је могућност да позове консултанта за лактацију преко Гоогле Хангоут-а. Када је суђење завршено, сви учесници су изјавили да су сигурни у дојење. 

### Квалитет здравствене заштите
Теоретски, цео здравствени систем ће имати користи од теле-здравља. У телекомуникацијском испитивању у Великој Британији, проведеном 2011. године, објављено је да би трошкови здравља могли бити драматично смањени кориштењем мониторинга здравственог здравља. Уобичајена цена ин витро оплодње (ИВФ) по циклусу била би око 15.000 долара, док би се здравство смањило на 800 долара по пацијенту.  На Аљасци, Савезна приступна мрежа за здравствену заштиту која повезује 3.000 пружалаца здравствених услуга са заједницама, ангажована је на 160.000 консултација за здравствену заштиту од 2001. године и уштедела државном 8,5 милиона долара путних трошкова само за пацијенте из Медицаида .  Постоје индиције да теле-здравство троши мање ресурса и захтева мање људи да га воде са краћим периодима обуке за спровођење иницијатива. 
Међутим, да ли је стандард квалитета здравствене заштите у порасту прилично је споран, с обзиром да литература побија такве тврдње.    Истраживање све више извештава да клиничари сматрају да је овај процес тежак и сложен.   Штавише, постоји забринутост око информисаног пристанка, питања законитости, као и законодавних питања. Иако здравствена заштита може постати приступачна уз помоћ технологије, питање је да ли ће ова брига бити "добра" или не. 

## Економске процене
Због своје дигиталне природе често се претпоставља да телездравље штеди новац за здравствени систем. Међутим, докази који то подржавају су различити. Приликом спровођења економских процена услуга теле-здравља, појединци који их процјењују морају бити свјесни могућих исхода и екстраклиничких користи од услуга теле-здравља.  Економска одрживост се ослања на модел финансирања унутар земље која се испитује (јавно вс приватно), спремност потрошача на плаћање и очекивану накнаду од стране клиничара или комерцијалних субјеката који пружају услуге (примјери истраживања о овим темама из теледермоскопије у Аустралији)    ).

## Лимити и ограничења
Иако су многе гране медицине хтеле да у потпуности прихвате теле-здравље за дуго времена, постоје одређени ризици и баријере које спречавају потпуно удруживање теле-здравља у најбољу праксу . За почетак, сумњиво је да ли практичар може у потпуности да остави "практично" искуство иза себе.  Иако се предвиђа да ће телездравство замијенити многе консултације и друге здравствене интеракције, још увијек не може у потпуности замијенити физички преглед, што је посебно случај код дијагностике, рехабилитације или менталног здравља . 
Предности које телехеалтх поставља пред изазов су нормативним средствима за пружање здравствене заштите која су постављена у законодавству и пракси. Због тога растући значај теле-здравства почиње наглашавати потребу за ажурираним прописима, смјерницама и законима који одражавају садашње и будуће трендове здравствене праксе.   Телехеалтх омогућава правовремену и флексибилну бригу за пацијенте гдје год они били; иако је ово корист, она такође представља пријетњу приватности, сигурности , издавању дозвола за лекове и накнади . Када су клиничар и пацијент на различитим локацијама, тешко је одредити који се закони односе на контекст.  Када се здравствена заштита прекорачи границе, различити државни органи су укључени како би регулисали и одржали ниво бриге који је потребан пацијенту или потрошачу телездравља. У овом тренутку, телездравство је комплексно са многим сивим областима када се спроводи у пракси, поготово јер прелази границе. Ово ефективно ограничава потенцијалне користи од теле-здравља.  
Примјер ових ограничења је тренутна америчка инфраструктура за надокнаду трошкова, гдје ће Медицаре надокнадити услуге здравственог здравља само када пацијент живи у подручју гдје недостају стручњаци или у руралним окрузима. Подручје се дефинира према томе да ли се ради о медицинској установи за разлику од куће пацијента. Место на којем се практикант налази, међутим, је неограничено. Медицаре ће надокнадити само услуге видеа уживо (синхроно), а не надгледати складиштење и напријед, здравствено или удаљено праћење пацијента (ако не укључује ливе-видео). Неки осигуравачи тренутно ће надокнадити теле-здравство, али још нису сви. Стога пружаоци услуга и пацијенти морају ићи на додатни напор да пронађу одговарајуће осигураватеље прије него што наставе. Опет у Америци, државе генерално имају тенденцију да захтијевају да клиничари имају дозволу за рад у хируршком стању, те стога могу пружати своје услуге само ако су лиценциране у подручју које не живе сами. 
Специфичнији и свеобухватнији закони, закони и прописи ће морати да се развијају са технологијом. Мораће се у потпуности договорити, на пример, да ли ће свим клиничарима бити потребно потпуно лиценцирање у свакој заједници коју пружају и услуге теле-здравља, или може постојати лиценца за теле-здравство ограничене употребе? Да ли би лиценца за ограничену употребу покривала све потенцијалне интервенције за телездравље, или само неке? Ко би био одговоран ако се деси хитан случај и практикант не би могао да пружи хитну помоћ - да ли би неко други морао да буде у соби са пацијентом у свим временима консултовања? У којој би се држави, граду или земљи примијенио закон у случају кршења или злоупотребе?  
Досадашњи значајан правни поступак у теле-здрављу је био проблем који се тиче онлајн прописивања и да ли се на интернету може успоставити одговарајући однос између клиничара и пацијента како би се прописивање прописа учинило сигурним, чинећи то подручјем које захтијева посебну пажњу.  Може бити потребно да се укључени практичар и пацијент састају лично барем једном прије него што се може извршити онлајн преписивање, или да се мора одржати барем конференција уживо, а не само безлични упитници или анкете за утврђивање потребе. 

## Етичка питања
Информисани пристанак је други проблем - да ли пацијент мора дати информисани пристанак да прима интернетску негу пре него што почне? Или ће то бити имплицирано ако је брига која се практично може дати само на даљину? Када телехеалтх укључује могућност техничких проблема као што су грешке у преносу или повреде безбедности или складиштење које утичу на способност комуникације, можда је паметно прво добити информисани пристанак, као и резервне опције када дође до техничких проблема. Лично, пацијент може да види ко је укључен у њихову бригу (наиме, они сами и њихов клиничар у консултацији), али он-лине ће бити укључени други учесници, као што су пружаоци технологије, тако да ће сагласност можда морати да укључи откривање било кога ко је укључен у пренос информација и сигурности које ће њихове информације чувати као приватне, а сви случајеви правног злоупотребе можда ће морати укључити све оне који су укључени, за разлику од онога што би обично било само практичар.   

## Стање тржишта
На брзину усвајања услуга здравствене заштите у било којој јурисдикцији често утичу фактори као што су адекватност и трошкови постојећих конвенционалних здравствених услуга у испуњавању потреба пацијената ; политике влада и / или осигуравача у погледу покрића и плаћања за услуге здравствене заштите; и захтјеви за издавање медицинских дозвола који могу инхибирати или одвратити пружање другог мишљења или примарне консултације од стране лијечника.
Пројекције раста тржишта теле-здравља су оптимистичне, а велики део тог оптимизма је заснован на повећаној потражњи за медицинском негом на даљину. Према недавном истраживању, скоро три четвртине америчких потрошача кажу да би користили телездравље.  Тренутно, неколико великих компанија заједно са залагањем стартупова ради на развоју водеће присутности на терену.
У Великој Британији, министар владе за бригу о здрављу, Паул Бурстов, изјавио је да ће телехеалтх и телецаре бити проширени у наредних пет година (2012–2017) да би достигли три милиона људи.